# Репедеа (Марамуреш)
Репедеа (рум. Repedea) насеље је у Румунији у округу Марамуреш у општини Репедеа. Oпштина се налази на надморској висини од 506 m.

## Становништво
Према подацима из 2002. године у насељу је живело 4761 становника.

### Попис2002.
| Расподела становништва по националности 2002.‍ | Расподела становништва по националности 2002.‍ | Расподела становништва по националности 2002.‍ | Расподела становништва по националности 2002.‍ | Расподела становништва по националности 2002.‍ |
| --------------------------------------------- | --------------------------------------------- | --------------------------------------------- | --------------------------------------------- | --------------------------------------------- |
|                                               |                                               |                                               |                                               |                                               |
| Румуни                                        | Румуни                                        |                                               | 87                                            | 1,8%                                          |
| Мађари                                        | Мађари                                        |                                               | 7                                             | 0,1%                                          |
| Роми                                          | Роми                                          |                                               | 15                                            | 0,3%                                          |
| Украјинци                                     | Украјинци                                     |                                               | 4.650                                         | 97,7%                                         |